# Claire Lepage
Pour les articles homonymes, voir Lepage.
Claire Lepage, née le 9 novembre 1945 à Lachute, est une chanteuse populaire québécoise. Sa carrière débute en 1965 et s'arrête en 1972. 

## Biographie
Claire Lepage naît le  9 novembre 1945 à Lachute, y effectue toute sa scolarité. Amatrice de chant, elle commence sa vie professionnelle en exerçant comme coiffeuse, dans un salon que lui a offert son père.
À 20 ans, avec deux 45t enregistrés, elle accède à la notoriété quand elle gagne le premier prix du concours Découvertes 65 sur la chaîne de télévision montréalaise CFTM-DT. L'année suivante, elle est nommée "Découverte de l'année" lors d'une émission animée par Yoland Guérard. Elle alterne jusqu'en 1969 reprise en français de chansons (Les Beatles, France Gall), et chansons originales. Au cours de cette période yéyé de sa carrière, elle interprète notamment en 1966 une reprise de Bang Bang (My Baby Shot Me Down), dans une version française due à Gilles Brown.
Après un bref arrêt au début de 1970, elle revient quelques mois plus tard sur la scène au sein d'un groupe de rock psychedélique, Claire Lepage & Compagnie, avec comme guitariste Germain Gauthier.
Après 3 LP et 17 45 tours, elle arrête sa carrière en 1972.
Elle fait une apparition télévisée le 26 août 2016, lors de laquelle elle réinterprète L'Amour est là. L'album éponyme de son groupe, Claire Lepage & Compagnie, est réédité en 2020.

## Discographie
- 1966 : Bang! Bang!
- 1967 : 15 Disques d'Or